# Bryophaenocladius akiensis
Bryophaenocladius akiensis is een muggensoort uit de familie van de dansmuggen (Chironomidae). De wetenschappelijke naam van de soort is voor het eerst geldig gepubliceerd in 1991 door Sasa, Shimomura & Matsuo.